# Milton (hrabstwo Buffalo)
Milton – miasto w Stanach Zjednoczonych, w stanie Wisconsin, w hrabstwie Buffalo.